# Ehlersiella atlantica
Ehlersiella atlantica är en ringmaskart som beskrevs av McIntosh 1885. Ehlersiella atlantica ingår i släktet Ehlersiella och familjen Terebellidae. Inga underarter finns listade i Catalogue of Life.